# Ludvig 1. af Etrurien
Ludvig 1. (italiensk: Ludovico I; spansk: Luis I) (5. juli 1773 – 27. maj 1803) var under Napoleonskrigene den første af to konger af Etrurien fra 1801 til 1803.

## Biografi
Ludvig blev født den 5. juli 1773 i Piacenza som det andet barn og ældste søn af hertug Ferdinand 1. af Parma i hans ægteskab med Maria Amalia af Østrig. I 1795 blev han gift med sin kusine Maria Luisa af Spanien. I 1801 blev han af Napoleon gjort til konge af Etrurien, en ny stat Napoleon havde oprettet af Storhertugdømmet Toscana. Han døde den 27. maj 1803 i Firenze og blev efterfulgt af sin eneste søn, Ludvig.

## Eksterne links
- Wikimedia Commons har flere filer relateret til Ludvig 1. af Etrurien